# Christiane Volger
Christiane Volger (* 6. August 1917 in Oldenburg (Oldenburg); † 17. September 2008 in Münster) war eine deutsche Forstwissenschaftlerin.

## Leben
Christiane Volger entstammt einer Försterfamilie: Sie ist die Tochter des oldenburgischen Forstmeisters Hans Volger. Dass sie sich entschloss, ebenfalls eine forstliche Berufslaufbahn einzuschlagen, war für eine Frau zu dieser Zeit sehr ungewöhnlich. Sie studierte Forstwissenschaft an den Forstlichen Fakultäten in Hann. Münden (ab 1939 in die Georg-August-Universität Göttingen eingegliedert) und der Albert-Ludwigs-Universität Freiburg.
Ab 1943 war Volger Wissenschaftliche Assistentin bei Julius Oelkers am Institut für Waldbau-Technik in Hann. Münden. Auf Anregung von dessen Nachfolger, Adolf Olberg, schrieb sie ihre Dissertation über das von Olberg verwaltete Lehrforstamt Oedelsheim an der Weser. Das Ergebnis war eine umfassende forstgeschichtliche Studie, mit der sie 1954 zum Dr. forest. promoviert wurde.
Zu ihren Forschungsschwerpunkten in den folgenden Jahren entwickelten sich jedoch Themen aus dem Grenzgebiet zwischen Waldbau und Forstschutz, oft mit phytopathologischem Hintergrund. So beschäftigte sie sich mit Abwehrmöglichkeiten von Keimlingskrankheiten bei Nadelbäumen und mit der Rotfäule der Fichte, nicht zuletzt durch Untersuchungen am Wurzelschwamm. Ihre Erkenntnisse veröffentlichte sie unter anderem in der Abhandlung Verfahren der Bodenentseuchung und ihre Bedeutung für die Anzucht von Forstpflanzen (1962).
Eines ihrer Spezialgebiete war der Umgang mit verjüngungshemmender Bodenvegetation, einem leidigen Thema in der forstlichen Praxis. Dazu legte sie 1969 auch ihre Habilitationsschrift vor: Der Adlerfarn und seine Bekämpfung mit Aminotriazol. Diese ist allerdings keine Gebrauchsanweisung für die Praxis, sondern eine ausführliche Studie über die Biologie des weltweit verbreiteten Farns und vor allem eine damals neuartige Untersuchung der Translokation des umstrittenen Herbizids mit papierchromatischen und radiochromatischen Methoden.
1973 wurde Christiane Volger außerplanmäßige Professorin und übernahm 1978 als planmäßige C3-Professorin am Institut für Waldbau das Lehr- und Forschungsgebiet Forstschutz, das sie bis zu ihrer Pensionierung 1983 vertrat.
Für die Forstwissenschaftliche Fakultät engagierte sie sich außerdem als Vorsitzende des Bibliotheksausschusses und des Vereins „Wissenschaft und Schrifttum“.
Christiane Volger lebte viele Jahre in Göttingen. Zuletzt wohnte sie in einem Pflegeheim in Münster, wo sie am 17. September 2008 im Alter von 91 Jahren starb. Ihre letzte Ruhe fand sie auf dem Friedhof in Münster-Angelmodde.

## Schriften
- Das Forstamt Oedelsheim – ein niederhessisches Waldgebiet – unter dem Einfluß menschlicher Siedlung und Ausbeutung sowie einer wegsuchenden Bewirtschaftung im Wandel der Jahrhunderte. Dissertationsschrift,  Göttingen 1954.
- Verfahren der Bodenentseuchung und ihre Bedeutung für die Anzucht von Forstpflanzen. Schriftenreihe der Forstlichen Fakultät der Universität Göttingen und Mitteilungen der Niedersächsischen Forstlichen Versuchsanstalt (Band 26), Frankfurt am Main 1962.
- Der Adlerfarn (Pteridium aquilinum L. Kuhn) und seine Bekämpfung mit Aminotriazol. Habilitationsschrift, Schriftenreihe der Forstlichen Fakultät der Universität Göttingen und Mitteilungen der Niedersächsischen Forstlichen Versuchsanstalt (Band 41), Frankfurt am Main 1969.